# ベッドフォード・CF
ベッドフォード・CF（Bedford CF ）は1960年代からほぼ20年に渡りベッドフォード（Bedford）で製造されていた小型商用車である。ドイツやその他ヨーロッパ大陸の市場では1973年からオペルのディーラーを通じて「オペル・ベッドフォード ブリッツ」として販売された。

## CF

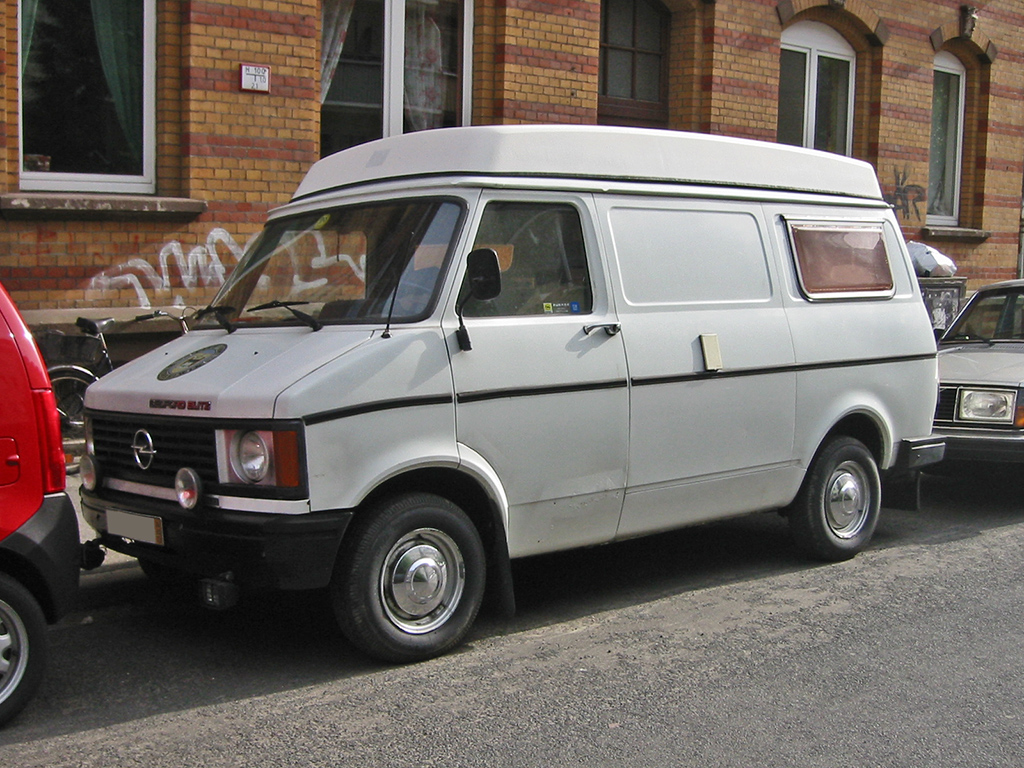
（後期型）ドイツ市場でのベッドフォード・ブリッツ

17年間続いたベッドフォード・CAの代替で1969年11月に導入されるとCFバンの派生車種は直ぐにイギリスの道路で見られる最も一般的な小型商用車の一つとなった。
CFは前席ドアの直ぐ背後のボディ側面にあるスライディングドアにより判別でき、一般的にこの配置を採るバンは共通してキャンピングカーの基となる車として使用された。
エンジンは、1967年のボクスホール・ヴィクター FDで導入された信頼性に富むスラント・フォー（Slant Four）エンジンを使用していた。エンジン排気量が1.6 l (1,598 cc)から1.8 l (1,759 cc)へ、1972年に2.0 l (1,975 cc)から2.3 l (2,279 cc)へ拡大されたことを別にしてエンジン自体は同じものを使用していた。£130（1969年）の追い金でパーキンス（Perkins）製の1.8 l (1,760 cc) 直列4気筒 ディーゼルエンジンを注文することもでき、より重量級のモデルには排気量の大きな2.5 l (2,523 cc)エンジンが搭載された。1977年には旧態化したパーキンス製エンジンがオペルから供給された2.1 l (2,064 cc) OHV ディーゼルエンジンに代替された。
オーストララシア市場ではCFにオプションで2,850 cc (173.9 cu in)と3,310 cc (202.0 cu in)のホールデン製直列6気筒エンジン（Holden six-cylinder）が設定された。これはフォード・ファルコンの6気筒エンジンを搭載していた競合車のフォード・トランジットへの対抗策であった。
CFはヴィクターと基本的に同じ構成のサスペンションを使用していたが、より大きなホイールアーチ空間と組み合わされ、大重量を積載できるように調整されていた。前輪はコイルスプリングのダブルウィッシュボーン式サスペンションと伸縮式ショックアブソーバー、後輪は固定車軸を長い1枚板の板ばねで吊っていた。
ボクスホール製3速と4速、ベッドフォード製4速、ZF製4速と5速といった数種類のマニュアルトランスミッション（MT）とゼネラルモーターズ製オートマチックトランスミッション（AT）が使用された。レイコック（Laycock）式オーバードライブも注文できたが、これはボクスホール製4速MTに後から追加することもできた。
CF1には、競合車のフォード・トランジットの対抗車となることを意図された標準のパネルバン、特殊バン（実質的には上に幅広い種類の特製ボディや荷台を載せるための汎用シャーシにキャブ部の付いたキャブシャーシ）とドーモビル（Dormobile、キャンピングカー）の3種類のボディが用意されていた。

## CF1 "フェイスリフト"
出力61 hp (45.5 kW)のオペル製23D型ディーゼルエンジンを追加したフェイスリフトを施されたCF1が1980年に市場へ導入された。ドイツ向けに輸出された車（ベッドフォード ブリッツ）には出力60 PS (44 kW; 59 hp)のやや排気量の小さな2.0 L (1,998 cc)ディーゼルエンジンが搭載された。1.8 と 2.3 Lのガソリンエンジンは引き続き販売された。外観から見分けることが困難なためフェイスリフト後のCF1はCF2と混同されることが多々ある。

## CF2

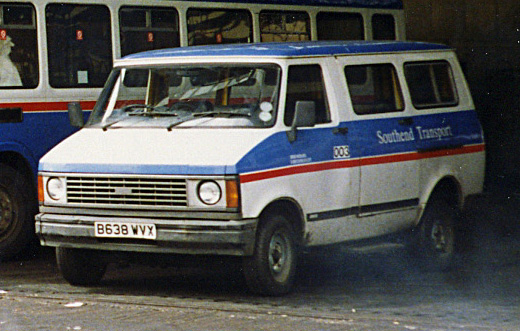
1985年のCF シリーズ2

1984年にCFはCF2に改称されたが、基本的には機械機構の改良を受けただけであった。
ディーゼルエンジンは2.3 L（ヨーロッパ大陸では2.0 L）のままであったが、ボクスホール製スラント4エンジンは出力78 hp (58 kW)の2.0 L (1,979 cc) GM製エンジン（Opel CIH）に変更された。
新しいトランスミッションは以下のものが選択できた。
- ショートホイールベース・モデルにGM製4速オールシンクロメッシュ・ギアボックス
- すべてのロングホイールベース・モデルに標準で、その他のモデルにはオプションでZF製5速オールシンクロメッシュ・ギアボックス
- ほとんどのモデルにオプションでGM製オートマチックトランスミッション
- ほぼ全てのモデルにアクスルのギア比の選択肢

加えて、新しい強力なブレーキ
- CF2/230とCF2/280に前輪ディスクブレーキと後輪の自動調節式ドラムブレーキ
- CF2/350に全輪自動調節式ドラムブレーキ
- 全てのモデルに標準で重量感知バルブ

1985年にCF2はイギリスでベッドフォード・ミディと並行して販売された。その後CFの後継車は保留され、最終的にはベッドフォードがはるかに安価なGM所有のその他ブランドのバッジエンジニアリング車を調達することに決めたことから廃止となった。1987年にイギリスで最後のCF2が販売され、ベッドフォード独自設計の車の販売は終わった。

## CF エレクトリック
内燃機関を動力とする旧態化した車から派生した最初の多量生産電気自動車のCF エレクトリックが1982年に登場したことは特筆に値する。このモデルはベッドフォード、ルーカス社（Lucas）、クローライド・グループ（Chloride Group）とイギリス政府の間で5年間の補助金政策を通じた共同事業として製作された。バッテリーは床下に収納され、駆動力は後部に置いたモーターから標準のCF用デファレンシャルギアを逆さにしたものと減速ギアを組み合わせたものを通して取り出されていた。モーター制御措置はボンネットの下に収納され、小型のディーゼルヒーターが室内暖房を担っていた。このシステムは回生ブレーキを備えていたが、濡れた道路状況でモーターがパーキングブレーキをかけた時のように後輪をロックしそうになるとこれを検知してこの機能を解除した。この車のほとんどはロイヤルメールや地方行政当局といった政府系機関に販売された。標準のCFよりも価格がかなり高く、当時のバッテリー技術は高いものではなかったために政府の政策は1987年に後退し、このモデルは引き上げられ、補修部品も直ぐに底をついてしまった。

## 商用車市場
イギリスではベッドフォード・CF バンは、フォード・トランジットに次ぐ人気車種であった。トランジットと共にCFは、オースチン＝モーリス、ルーツ（Rootes）、フォルクスワーゲンといった競合車種よりも重宝に使用された。この車は最も一般的なキャンピングカーのベース車でもあり、1970年代と1980年代を通してカスタムカー製作者間で人気があった。

## ユーザー

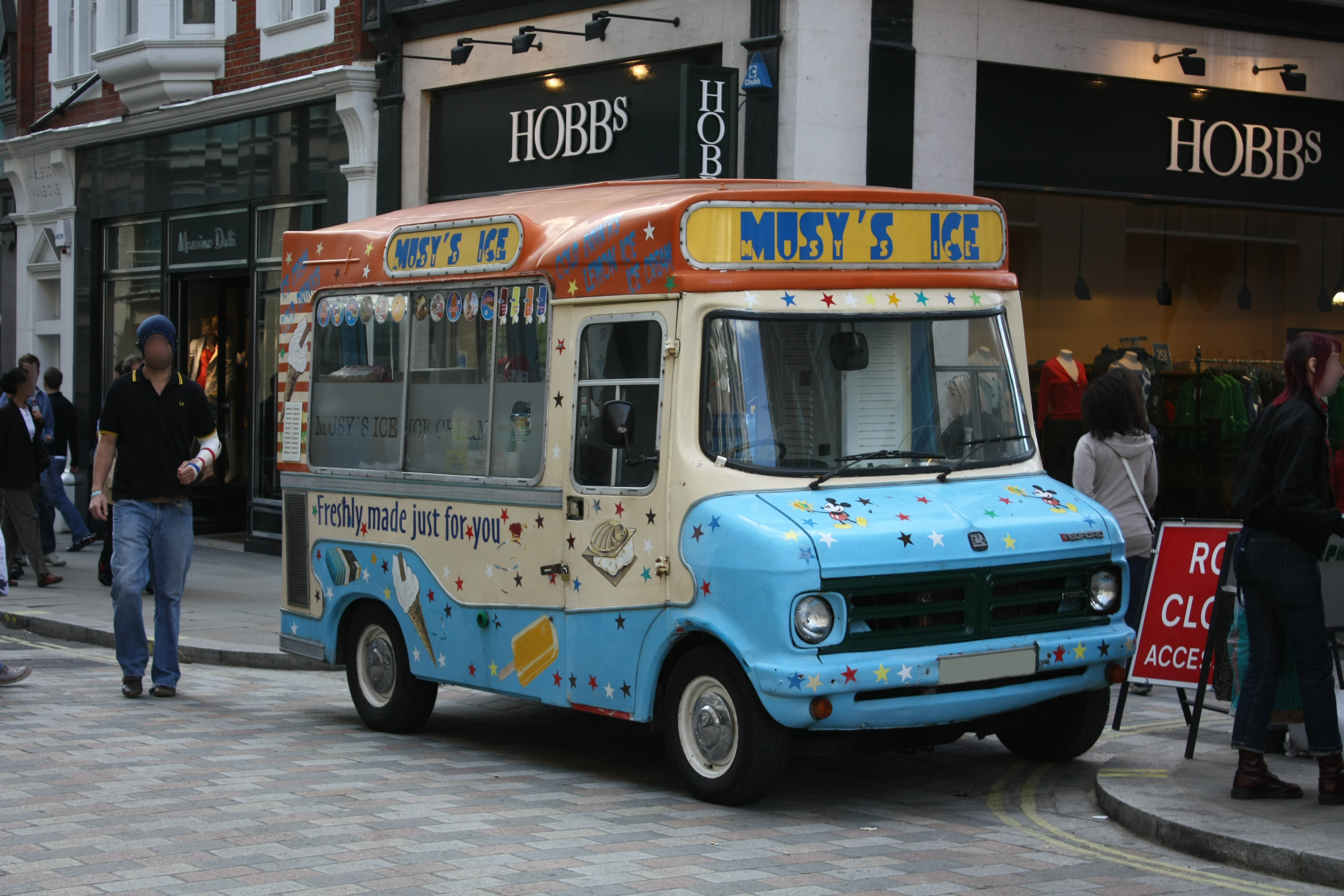
アイスクリーム販売車として使用されるベッドフォード・CF

ベッドフォード・CFは幅広く使用された。イギリスの警察では特に囚人護送や暴徒収容車（riot van）として使用し、イギリス軍でも多数のCFを使用した。郵便局の配送業務と共に建築関係や工務店でも使用された。室内の広さと良好な燃費性能からキャンピングカー用としても人気であり、イギリスではアイスクリーム販売車（ice cream van）として使用された。

## 諸元
出典
| モデル            | 排気量              | 型式名 | ホイールベース    |
| 14/18 cwt         | 1,599 cc / 1,759 cc | 97100  | 106 in (2,692 mm) |
| 22 cwt            | 1,975 cc / 2,279 cc | 97300  | 106 in (2,692 mm) |
| 25 cwt            | 1,975 cc / 2,279 cc | 97500  | 126 in (3,200 mm) |
| 35 cwt            | 1,975cc / 2,279 cc  | 97700  | 126 in (3,200 mm) |
| 35 cwt (code 350) | 2,279 cc            | 97700  | 140 in (3,556 mm) |